# Pantana leucogramma
Pantana leucogramma är en fjärilsart som beskrevs av Felder 1874. Pantana leucogramma ingår i släktet Pantana och familjen tofsspinnare. Inga underarter finns listade i Catalogue of Life.